# CARE International
Pour les articles homonymes, voir Care.

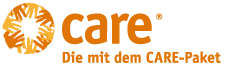
Image du logo

CARE International est une association humanitaire fondée en 1945 aux États-Unis, à la fin de la Seconde Guerre mondiale, avant le plan Marshall (1947).
Il s'agit aujourd'hui d'un réseau international, l'une des plus importantes ONG :
- en termes de budget, 700 millions d'euros,
- plus encore en termes de bénéficiaires - CARE agit dans près de 70 pays, 66 millions de personnes sont concernées.

CARE emploie 16 000 personnes. 
À sa création CARE était l'acronyme de Cooperative for American Remittances to Europe (« Coopérative pour les envois de fonds américains en Europe »). Cette dernière ayant étendu son influence au monde entier[Depuis quand ?], l'acronyme a changé de signification pour Cooperative for Assistance and Relief Everywhere, Inc. CARE est aujourd'hui le nom à part entière de l'association. CARE se décrit comme une association de solidarité internationale non confessionnelle, apolitique et indépendante.
Le responsable de la communication pour l’Afrique de CARE International est membre du Comité consultatif international de l'Organisation de la presse africaine (APO).
CARE France est actuellement présidée par Philippe Lévêque.

## Histoire
L'histoire a commencé ses actions en envoyant des ravitaillements de nourriture et autres denrées nécessaires à une Europe déchirée par la guerre. Les vingt mille premiers paquets ont été envoyés au port du Havre le 11 mai 1946. Par la suite, plusieurs millions de familles, écoles et hôpitaux ont bénéficié de ces colis cette année-là, notamment en Allemagne. Sur les deux décennies suivantes, cent millions de paquets ont été envoyés par l'association, d'abord uniquement en Europe, puis également en Asie et dans d'autres régions du monde. Le dernier ravitaillement vers les îles Britanniques a été envoyé en 1955. L'association était alors présente dans dix-huit pays.
Comme l'Europe se remettait peu à peu de la guerre, CARE International s'est tournée vers des pays ayant besoin des surplus de nourriture des États-Unis. Dans les années 1970 :
- L'association a notamment aidé à combattre des famines en Afrique : elle s'est internationalisée ;
- Ce sont également les pays collecteurs de fond qui s'internationalisent ;
- Son approche a cessé d'être monoïque, pour devenir globale (plutôt que de distribuer de la nourriture, il s'agit de travailler dans les domaines de l'agriculture, l'eau, l'environnement, la santé, l'éducation, le développement) ;
- enfin, CARE a cessé de créer de toutes pièces des projets, afin de laisser les communautés défavorisées définir eux-mêmes leurs besoins les plus urgents.

Plus tard apparaîtra le principe de microcrédit.

## Objectifs et valeurs
L'association se donne pour objectif de construire un monde d’espoir, de tolérance et de justice sociale où la pauvreté serait vaincue et où les populations vivraient dans la dignité et la sécurité.
Dans plus de soixante-dix pays à travers le monde, CARE aide à rendre autonomes les plus démunis tout en visant à protéger leurs droits économiques et sociaux.
Care se donne comme priorités le respect des droits fondamentaux, l'accès à l’éducation, l'accès aux soins, l'accès à l’eau potable, la lutte contre le sida, la protection de l’environnement ou encore la microfinance. CARE veut s’attaquer à tous les fronts de la pauvreté, à travers des programmes d’urgence et de développement qui concernent 45 millions de personnes chaque année.
En cherchant à combattre la discrimination sous toutes ses formes, l’association travaille dans une démarche de développement durable où chaque projet est construit pour se pérenniser et apporter des changements profonds.
CARE a rejoint les objectifs de développement fixés par l'ONU : dans le cadre du mouvement mondial qui s’est engagé à diminuer radicalement la pauvreté dans les prochaines années, l’association s’est fixé un objectif simple et ambitieux : contribuer, d’ici 2015, à diminuer de manière significative le nombre de personnes vivant dans l’extrême pauvreté. À noter cependant que la démarche de CARE s'inscrit dans le long terme.

## Réseau

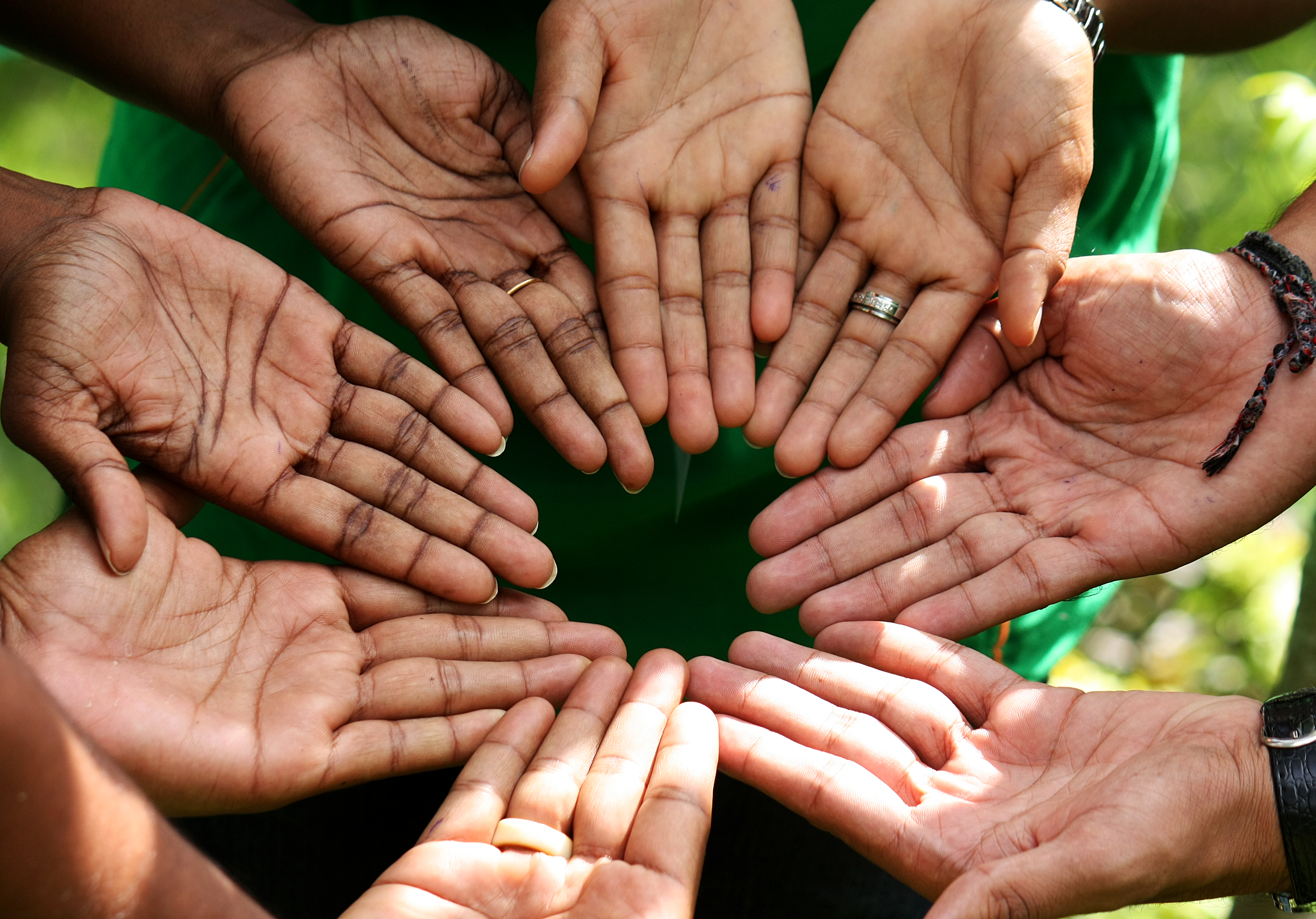
Imitation du logo de Care International.

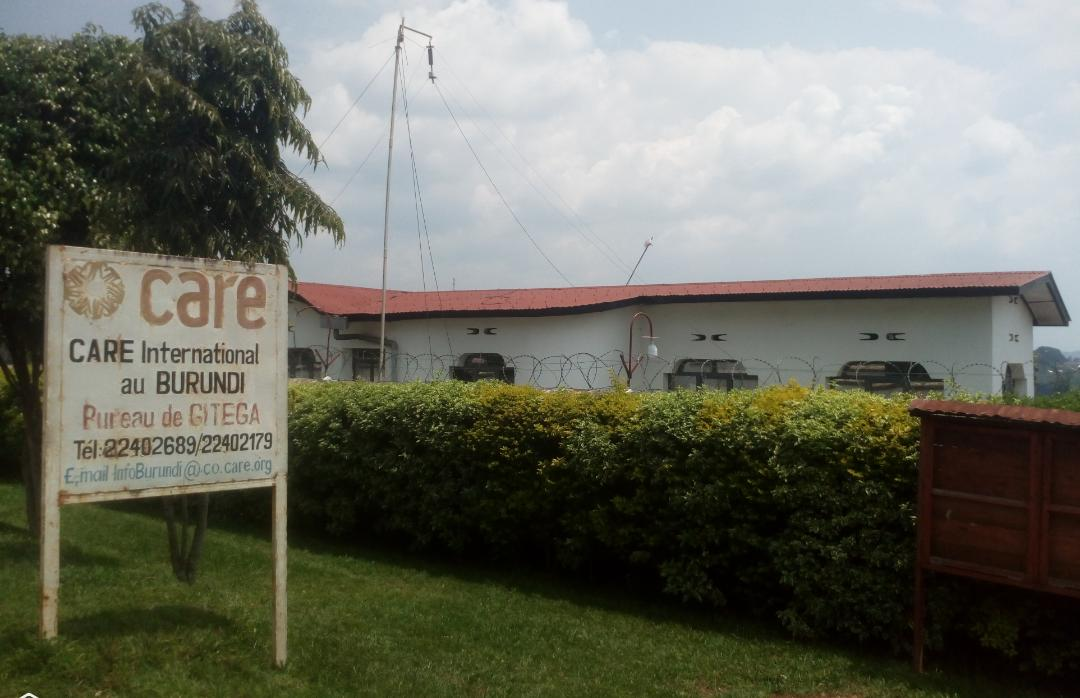
Bureaux de CARE au Burundi.

CARE est constitué de 12 membres collecteurs de fonds, de bureaux dans presque chaque pays bénéficiaire, ainsi que d'un siège à Genève.
Les cinq membres donateurs les plus importants sont, dans l'ordre, CARE États-Unis, CARE Canada, CARE Australie, CARE Angleterre et CARE France.  
Cependant chaque membre de CARE a autant d'importance du point de vue du pouvoir décisionnel.

### Stratégies de communication des campagnes de sensibilisation et de mobilisation de la scène internationale
L’un des objectifs les plus importants des Organisations Non Gouvernementales (ONG) telles que Care International, est de trouver des financements pour la réalisation de ses actions à travers le monde, à long terme. Mobiliser de l’argent devient donc un combat quotidien pour les associations et le marché dans lequel elles s’inscrivent est peu fructueux. Les ONG doivent donc « jouer des coudes » pour s’imposer sur le marché humanitaire et se démarquer des autres organismes se battant pour les mêmes causes; créant un climat quelque peu concurrentiel. Les différents outils et méthodes communicationnelles pour assurer la mobilisation de l’opinion  publique internationale seront développés dans cette section. 

- Mobiliser le grand public en mobilisant les différentes ressources humaines :

Dans chaque délégation de Care international, les différents acteurs sont importants au fonctionnement de l’organisation et à la réalisation de leurs actions. Leur adhésion aux valeurs défendues par Care, assurent leur engagement auprès de l’ONG. On compte 4 catégories d’acteurs : 
- Les sympathisants. Ils représentent les personnes qui connaissent l’association et participent de temps en temps aux actions proposées localement mais ne sont pas engagés significativement. 
- Les adhérents. Ils sont plus engagés, versent cotisation et s’intéressent de près à l’association. L’objectif pour Care est de les fidéliser, en leur proposant de s’engager lors d’événements particuliers ou à long terme notamment.  
- Les bénévoles. Ils constituent le niveau supérieur d’engagement, donnent de leur temps et de l’argent. L’objectif est ici de les encourager à aller chercher des adhérents comme lors de l’organisation d’assemblées. 
- Les salariés et volontaires. Ils travaillent au siège de l’association, d’une délégation ou sur des missions à l’étranger. Ils ont pour objectif d’améliorer les structures sur place en proposant de nouveaux projets tout en veillant à l’efficacité des méthodes d’évolution et de circulation de l’information.
- La collecte de fonds :

On compte deux sources de financement majeures de Care international : les dons privés (dons ponctuels, réguliers, legs, etc…) et le financement public. Les dons privés priment sur les financements publics du fait de la baisse des subventions publiques, possiblement dus à l’érosion relative du pouvoir de l’État et à l'accélération de la mondialisation. La collecte de fonds par la récolte de dons étant la principale activité de ces organismes, la confiance du donateur en est la condition essentielle à sa fructuosité.
Cependant, « entre la volonté et le passage à l’acte, se creuse un fossé,(…) une personne qui a l’envie ou l’intention de donner de l’argent à une organisation a parfois besoin d’une sollicitation pour concrétiser ce geste » (Dupont 2002).
Ainsi, la transmission d’une bonne image au grand public, la transparence des actions et la gestion des dons, doit permettre à une ONG comme Care international de gagner en notoriété et en visibilité. Le donateur devient donc la cible à atteindre et « l’essentiel est alors de se faire comprendre, se figer sur ce marché professionnalisé, afin de déclencher le réflexe donateur » (Ferenczy 2005).
Les campagnes modernes de collecte de dons passe par des méthodes de marketing direct, c’est-à-dire « l’ensemble des techniques qui permettent aux associations d’entrer en contact avec les donateurs potentiels, de leur présenter les causes qu’elles souhaitent soutenir et de susciter leur engagement financier » (Vaccaro 1996, 144).
Parmi ces méthodes de mobilisation internationale on compte le mailing, les opérations de face à face, les spots télévisés et les campagnes d’affichage publicitaire, flyers, signature de pétitions, etc...
Le site officiel de Care international propose une rubrique spécifique pour faire des dons à un de ses  18 membres ou des affiliés présent dans le monde entier. De même pour chaque page indépendante du site, une bannière rappelle la possibilité de faire un don, ponctuel ou régulier. 
- Les campagnes de sensibilisation et collaboration médiatique :

Care international, comme les autres ONG internationales, doit s’imposer dans cette quête aux dons, sans pour autant faire perdre de vue les valeurs pour lesquelles elle se bat. Ainsi, elle vise à faire connaître ses convictions le plus largement possible à travers diverses actions de communication médiatique.
La maîtrise d’outils médiatiques spécifiques, de techniques pointues et diversifiées de marketing a donc toute son importance. Ces outils de communication sont souvent l’œuvre d’agences spécialisées, pour les ONG qui en ont les moyens, témoignant de la professionnalisation des organismes humanitaires.
La collaboration avec les médias est donc d’autant plus importante que le développement des moyens de communication permet la transmission des images à travers le monde, permettant une meilleure visibilité de leurs actions et donc la mobilisation de la communauté internationale. En médiatisant la souffrance, les humanitaires légitiment l’assistance apportée et élargissent leur audimat ce qui permet d’accroire potentiellement leurs ressources et leur importance institutionnelle.
Le concept de « tandem victime-secouriste » (Backmann et Brauman 1998, 24)  caractérise cette collaboration entre les humanitaires et les médias. Les deux acteurs se retrouvent associés dans ce « tandem » qui suggère un rapport de complémentarité, de besoin réciproque ou même de dépendance dans le combat pour sauver les populations des crises humanitaires.  
Care international passe donc par la mise en ligne de reportages et de témoignages poignants lors de campagnes de sensibilisation sur leur site officiel. La page de « blogs et stories », et leur page twitter, facebook ou instagram ont donc pour objectif de tenir informé le public, sensibiliser aux enjeux actuels à travers le monde et appuyer la transparence et donc la légitimité de leurs actions. 
La récolte de dons reste cependant l’objectif premier derrière cette sollicitation de la compassion et la générosité du grand public.
- Valeurs du message véhiculé et dérives possibles des stratégies axées sur l’émotion :

Le message se doit de « raconter le réel, rendre compréhensible la cause » (Vaccaro, 1996, 126) . Tout repose ensuite sur la capacité à déclencher la compassion d’où l’importance du message véhiculé et de la manière dont il est présenté.
Les campagnes de sensibilisation ont pour but « d’exercer une influence pour amener les personnes visées […] à manifester leur intérêt ou leur sympathie pour une thématique qui jusque-là leur était indifférente » (Libaert et Pierlot 2009, 106) . 
Si une campagne séduit l’opinion publique, il est possible que les effets recherchés comme les dons et le gain d’adhérents soient atteints. À l’inverse, si une campagne choque le public, celui-ci peut se retrouver offusqué, voir apeuré et s’engagera donc difficilement auprès de l’ONG. Care international doit également faire face au risque de la sur-information. Une exposition trop régulière à des images poignantes peut saturer les consciences et finir par engendrer l’indifférence envers la cause. Le public voit les images chocs mais apprend seulement qu’elles existent et que c’est la réalité. Les médias n’introduisent pas ou peu le contexte politique et historique, etc…des pays desquels les images proviennent afin d’atteindre directement l’objectif de compassion, sans cibler un public précis.

#### Stratégies de communication des campagnes de prévention et d’éducation de la population aidée
Les groupes d’intervention humanitaires utilisent diverses méthodes dans le cadre de campagnes ou programmes de prévention et d’information de la population : 
- l’apprentissage communautaire avec des groupes de prévention et préparation aux catastrophes, centres d’information ;
- l’éducation formelle avec des programmes intégrés dans l’enseignement scolaire ;
- l’éducation informelle avec des activités culturelles, ou des ateliers adaptés aux enfants.

L’important est de toujours utiliser des outils adaptés au contexte, aux besoins locaux et à la situation socio-économique et politique du pays où l’intervention a lieu.

- Deux exemples d’actions de Care international et leurs méthodes de sensibilisation

- Parmi les exemples d’actions menées dans des pays dans le besoin, Care a mis en œuvre le programme « Nutrition at the Centre » de 2012 à 2017 en Zambie qui avait pour but de « réduire l'anémie chez les filles et les femmes âgées de 15 à 49 ans, ainsi que le retard de croissance et l'anémie chez les enfants de la naissance à 24 mois» (Care international 2017). Ce programme s’inscrit dans certains domaines d’action de Care international tels que la nécessité d’assurer la nutrition de la mère, du nourrisson et du jeune enfant; l’eau, l’assainissement et l’hygiène, ainsi que la sécurité alimentaire et les initiatives d’automatisation des femmes. 
Care international a axé son intervention auprès de la population zambienne sur la prévention, les soins et le soutien en matière de nutrition, tout en poursuivant l’objectif de réduire l’anémie . L’importance de campagnes de prévention et d’éducation de la population sur leur situation est d’autant plus grande qu’en impactant et responsabilisant, ou en aidant la population a trouvé des solutions pour améliorer leur vie future, l’ONG permet d’assurer l’efficacité de ses actions à long terme. « Grâce à un généreux financement de la Sall Family Foundation, (…) à ce jour, [ce programme] a touché plus de 200 000 femmes, hommes et enfants » (Care international 2017). 
- Le programme AMAL développé par Care en collaboration avec l’organisation UNFPA et d’autres partenaires locaux, s’inscrit dans certaines des pratiques développées ci-dessus. Dans le but de venir en aide aux jeunes femmes syriennes face aux violences dues au genre, au mariage et aux grossesses d’adolescentes, etc… le programme agit dans les domaines d’action de la santé et des droits reproductifs et sexuels. Il se compose de trois principaux constituants : 
Les clubs de jeunes mères (constitués de 8 sessions développées pour les adolescentes enceintes pour améliorer leurs connaissances sur la santé sexuelle et reproductive), l’engagement des services de santé (composé d’exercices participatifs focalisés sur la planification familiale, l’assurance de services de santé adaptés aux adolescentes, etc.) et l’engagement de la communauté (avec des sessions de groupes pour les membres de la communauté. Les sessions de réflexion, d’exploration et d’action ont pour but de rallier la communauté et les membres des familles à supporter ces jeunes femmes vulnérables).